# عمر الخالدي (صحفي)
عمر الخالدي (بالإنجليزية: Omar Khalidi) هو صحفي هندي وأمريكي، ولد في 1952 في حيدر آباد في الهند، وتوفي في 29 نوفمبر 2010.